# Afrogamasellus lubalensis
Afrogamasellus lubalensis är en spindeldjursart som beskrevs av Loots 1969. Afrogamasellus lubalensis ingår i släktet Afrogamasellus och familjen Rhodacaridae. Inga underarter finns listade i Catalogue of Life.